# シュガー (フロー・ライダーの曲)
「シュガー」は、アメリカ合衆国のラッパーフロー・ライダーのセカンド・アルバム『俺のルーツ』からのセカンド・シングル。この楽曲はR&B歌手ウィンター・ゴードンを客演に迎えている。このシングルは2009年3月17日にアメリカ合衆国のiTunesにてデジタル・ダウンロードリリースされた。この楽曲は、エッフェル65の「ブルー (ダ・バ・ディー)」をサンプリングしている。全米総合シングルチャートBillboard Hot 100では、最高位25位を記録している。

## チャート成績
「シュガー」は2009年4月4日付のBillboard Hot 100にて、Hot Shot Debutを獲得し25位という高順位でHot 100に初登場している。Pop 100チャートには、同週付で30位に初登場している。"カナダのシングルチャートCanadian Hot 100でも同じく、同週付にてHot Shot Debutを獲得し8位という高順位でチャートデビューを果たした。

## チャート
| チャート（2009年）                | 最高 順位 |
| --------------------------------- | --------- |
| カナダ・Canadian Hot 100          | 8         |
| アメリカ合衆国・Billboard Hot 100 | 25        |
| アメリカ合衆国・Billboard Pop 100 | 30        |

## リリース日一覧
| 国             | リリース日    | 規格                   |
| -------------- | ------------- | ---------------------- |
| カナダ         | 2009年3月17日 | デジタル・ダウンロード |
| アメリカ合衆国 | 2009年3月17日 | デジタル・ダウンロード |
| イギリス       | 2009年5月25日 | シングル               |